# Вулиця Першого Травня (Київ)
Ву́лиця Пе́ршого Тра́вня — вулиця в Дарницькому районі міста Києва, селище Бортничі. Пролягає від вулиці Євгенія Харченка до Автотранспортної вулиці. 

## Історія
Вулиця виникла у 1-й третині XX століття, ймовірно під такою ж назвою. Має заплутану форму з багатьма відгалуженнями.